# Mieczpole
Mieczpole – dawny zaścianek. Tereny na których był położony, leżą obecnie na Litwie, w okręgu uciańskim, w rejonie jezioroskim, w starostwie Turmont.

## Historia
W czasach zaborów w granicach Imperium Rosyjskiego.
W dwudziestoleciu międzywojennym zaścianek leżał w Polsce, w województwie nowogródzkim (od 1926 w województwie wileńskim), w powiecie brasławskim, w gminie Smołwy.
W 1931 w 1 domu zamieszkiwało 5 osób.